# Francisco Lima
Francisco Govinho Lima (ur. 17 kwietnia 1971 w Manaus) – piłkarz brazylijski grający na pozycji defensywnego pomocnika.

## Życiorys
Lima pochodzi z miasta Manaus. Piłkarską karierę rozpoczął jednak w Fortalezie w tamtejszym małym zespole o nazwie Ferroviário AC. Następnie trafił do União São João EC, a jego pierwszym w pełni profesjonalnym klubem stało się São Paulo FC, w barwach którego w 1996 roku zadebiutował w lidze brazylijskiej. Dość szybko, bo w tym samym roku Lima wyjechał do Europy. Jego pierwszym klubem na tym kontynencie był turecki Gaziantepspor. W zespole tym występował w pierwszym składzie, jednak nie odniósł większych sukcesów. W 1998 roku wyjechał z Turcji do Szwajcarii i przez jeden sezon występował w FC Zürich. Zajął z nim 3. miejsce w lidze strzelając 6 goli w sezonie.
Latem 1999 Lima trafił do Włoch. Podpisał kontrakt z US Lecce, a w Serie A zadebiutował 28 sierpnia w zremisowanym 2:2 domowym spotkaniu z A.C. Milan. We wrześniowym meczu z Juventusem (2:0) strzelił swojego pierwszego i zarazem jedynego gola w pierwszej lidze Włoch. W Lecce spędził jeden sezon i w 2000 roku przeszedł do silniejszej kadrowo Bologny. Tam także miał pewne miejsce w podstawowej jedenastce i zajął z tą drużyną 10. miejsce w Serie A. Równa forma spowodowała, że po sezonie Francisco wzmocnił zespół mistrza Włoch, AS Romę. Występował w niej z kilkoma swoimi rodakami: Cafu, Aldairem, Antôniem Carlosem Zago, Emersonem i Marcosem Assunção. W sezonie 2001/2002 wywalczył Superpuchar Włoch, a później także wicemistrzostwo kraju. Natomiast w 2003 roku dotarł do finału Pucharu Włoch. W 2004 roku miał udział w wicemistrzostwie Włoch.
W 2004 roku Lima opuścił Rzym i wyjechał do Moskwy by grać w tamtejszym Lokomotiwie Moskwa. Już w pierwszym sezonie gry w Rosji został mistrzem kraju. Rok później wywalczył wicemistrzostwo Rosji. W 2006 roku odszedł z klubu i trafił do Qatar Sport Club (7 meczów i wicemistrzostwo Kataru), a po pół roku wrócił do Rosji przechodząc do Dynama Moskwa, w którym zaliczył 7 spotkań i pomógł w uniknięciu degradacji. Zimą 2007 trafił do Brescii Calcio, grającej w Serie B, a w 2008 roku przeszedł do amerykańskiego San Jose Earthquakes.
| Sezon   | Klub                 | Kraj              | Rozgrywki      | Mecze | Bramki |
| ------- | -------------------- | ----------------- | -------------- | ----- | ------ |
| 1995    | União São João EC    | Brazylia          | Série A        | 6     | 0      |
| 1996    | São Paulo FC         | Brazylia          | Série A        | 0     | 0      |
| 1996/97 | Gaziantepspor        | Turcja            | 1. Lig         | 30    | 1      |
| 1997/98 | Gaziantepspor        | Turcja            | 1. Lig         | 28    | 2      |
| 1998/99 | FC Zürich            | Szwajcaria        | Nationalliga A | 30    | 6      |
| 1999/00 | US Lecce             | Włochy            | Serie A        | 32    | 1      |
| 2000/01 | FC Bologna           | Włochy            | Serie A        | 29    | 0      |
| 2001/02 | AS Roma              | Włochy            | Serie A        | 28    | 0      |
| 2002/03 | AS Roma              | Włochy            | Serie A        | 27    | 0      |
| 2003/04 | AS Roma              | Włochy            | Serie A        | 32    | 0      |
| 2004    | Lokomotiw Moskwa     | Rosja             | Priemjer-Liga  | 15    | 0      |
| 2005    | Lokomotiw Moskwa     | Rosja             | Priemjer-Liga  | 26    | 0      |
| 2006    | Qatar SC             | Katar             | Q-League       | 7     | 0      |
| 2006    | Dinamo Moskwa        | Rosja             | Priemjer-Liga  | 7     | 0      |
| 2006/07 | Brescia Calcio       | Włochy            | Serie B        | 26    | 2      |
| 2007/08 | Brescia Calcio       | Włochy            | Serie B        | 32    | 1      |
| 2008    | San Jose Earthquakes | Stany Zjednoczone | MLS            | 14    | 0      |